# Sülchgau
Il Sülchgau fu un Gau altomedievale nel nord-est dell'ex Bertholdsbaar. La posizione geografica del Gau avrebbe potuto corrispondere in gran parte all'odierno circondario di Tubinga nel Baden-Württemberg e comprendeva almeno le attuali località Kirchentellinsfurt, Rottenburg am Neckar, Ergenzingen e parti delle precedenti proprietà della chiesa a Dußlingen.

## Storia

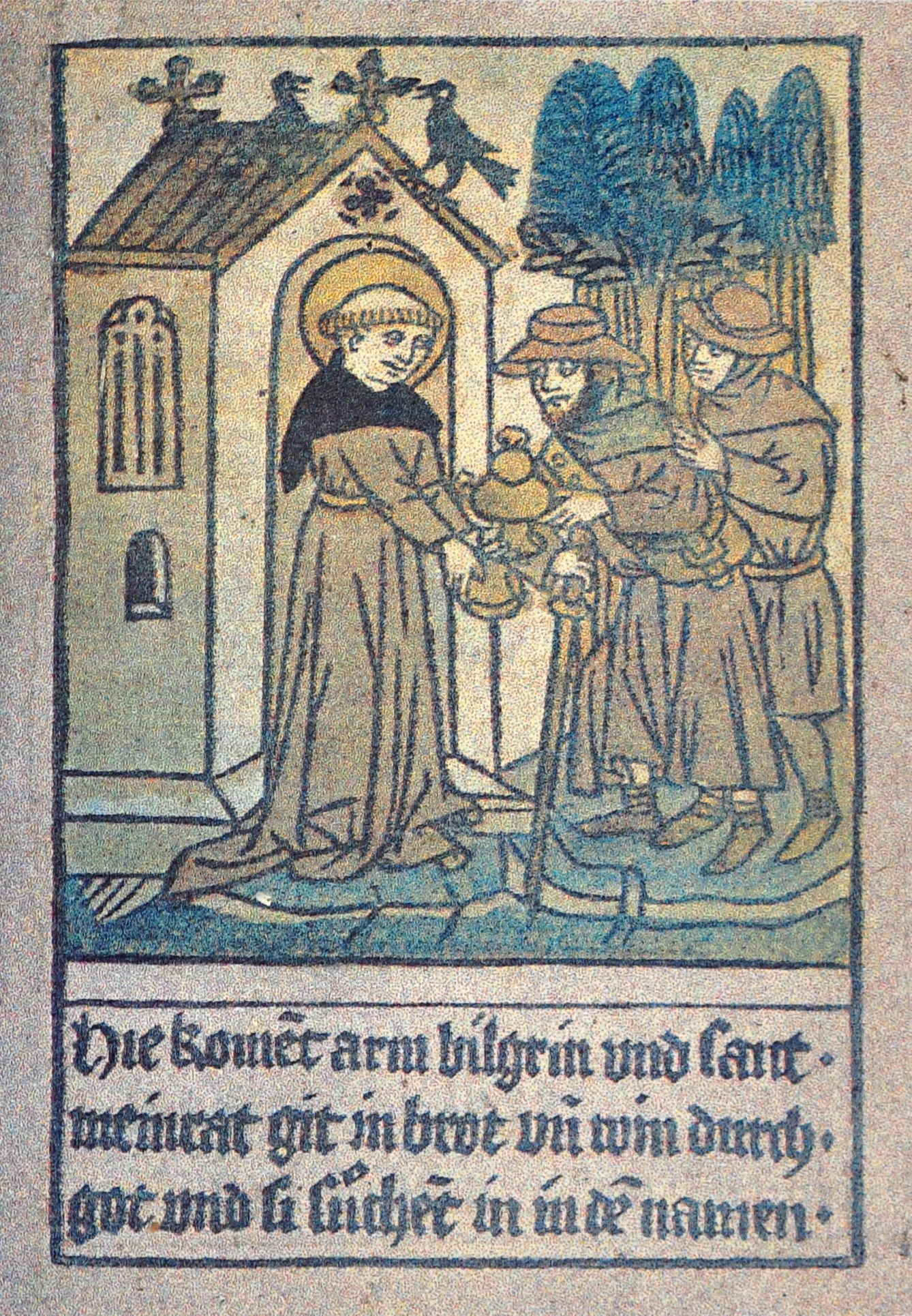
San Meinrado, il santo di Sülchgau, in un'illustrazione storica

Il Sülchgau viene menzionato per la prima volta in un documento come distretto amministrativo carolingio con il nome "Sulihgeiuua" nell'888 in un atto di donazione del re Arnolfo. Probabilmente il nome del Gau deriva dal villaggio di Sülchen vicino a Rottenburg am Neckar, che scomparve nel XIII secolo.
Il Gau divenne noto grazie alla leggenda di Meinrado di Einsiedeln, che fu scritta all'inizio del X secolo dai monaci di San Gallo sulla base di una Vita più antica di san Meinrado. in esso si dice che san Meinrado (circa 800-861) provenisse dalla regione alemannica di Sülchgau, figlio di nobili di media importanza. Secondo la stessa fonte, questo Gau, "Sulichkewe", prese il nome dal villaggio alemanno di Sülchen, la "villa Sulichi".
Nell'atto di donazione del re Arnolfo dell'888, un conte Peringar e/o un conte Eparhard sono nominati come conti, i cui comitati avrebbero incluso il Sülchgau. Entrambi i conti non possono essere classificati precisamente dal punto di vista genealogico. Sulla base della continuità onomastica, sono solitamente attribuiti alla stirpe degli Unrochingi. Alla fine del X e XI secolo, il Gau apparteneva alla contea degli Hessoni, i quali forse avevano ricevuto territori nel Sülchgau come compensazione per le perdite territoriali nell'Ortenau. Nel 1057, Enrico IV donò il Königsgut di Sülchen alla chiesa episcopale di Spira, e questi ultimi scambiarono i loro nuovi possedimenti nel Sülchgau con l'abbazia di Hirsau o li diedero in feudo agli Hessoni. Oggi si contesta il fatto che tutti i territori del Sülchgau fossero precedentemente dei Königsgüter, come si era a lungo supposto.
Dopo che gli Hessoni spostarono il loro centro di potere interamente a Backnang e al castello di Wolfsölden alla fine dell'XI secolo, gli ultimi riferimenti al Sülchgau come distretto indipendente finirono a metà del XII secolo.
Dal XVI secolo, l'antico piccolo Gau suscitò ripetutamente grande interesse da parte degli storici, poiché i genealogisti sospettavano che san Meinrado fosse un antenato dei conti di Zollern-Hohenberg, a causa della venerazione da parte della casata al suddetto santo. Il vivo interesse dei ricercatori nel tentativo di legittimare l'allora casa regnante prussiana facendo risalire il loro albero genealogico fino all'alto Medioevo, così come l'entusiasmo per il Medioevo nel XIX secolo, portò alla fondazione del Sülchgauer Altertumsverein nel 1852 e nel 1869. Le sue pubblicazioni storiche sono ancora oggi pubblicate sotto il nome di "Der Sülchgau".
Una collezione di oggetti archeologici e ulteriori fonti sulla storia dello scomparso Sülchgau si trova nel Museo Sülchgau a Rottenburg.